# Blue Rainbow
Blue Rainbow – album koncertowy Elvisa Presleya, składający się z utworów nagranych 25 października 1976 w Fort Wayne w Indianie. Wydany w 1994 roku.  

## Dysk 1
1. "See See Rider"
2. "I Got a Woman – Amen"
3. "Love Me"
4. "Fairytale"
5. "You Gave Me a Mountain"
6. "Jailhouse Rock"
7. "Help Me"
8. "All Shook Up"
9. "Medley Teddy Bear And Don’t Be Cruel"
10. "Trying to Get to You"
11. "Fever"
12. "America the Beautiful"
13. "Band Introductions"
14. "Early Morning Rain"
15. "What’d I Say"
16. "Johnny B. Goode"

## Dysk 2
1. "Love Letters"
2. "Hail Hail Rock ’n’ Roll"
3. "Hurt"
4. "Hound Dog"
5. "How Great Thou Art"
6. "Funny How Time Slips Away"
7. "Blue Christmas"
8. "Medley Mystery Train / Tiger Man"
9. "Danny Boy (S. Nielson)"
10. "Gospel (S. Nielson)"
11. "Gospel (K. Westmoreland)"
12. "Burning Love"
13. "Can’t Help Falling in Love"